# Jaciment arqueològic de les Clotes
Les Clotes és un jaciment arqueològic a cavall dels municipis de les Cabanyes i Vilafranca del Penedès, (l'Alt Penedès), inclòs a l'Inventari del Patrimoni Arqueològic i Paleontològic de Catalunya.

## Situació
Àrea poc definida, ocupada pel cultiu de vinya i blat, en el marge oest de la carretera, 150 m. abans d'arribar a les primerres cases del nucli de les Cabanyes venint de Vilafranca del Penedès, amb el turó de Sant Jaume situat a 200 m a l'oest. Així doncs, podem arribar-hi sense dificultat per la carretera que surt de Vilafranca, en direcció nord, cap a Guardiola de Font-rubí, accedint a l'àrea de les troballes a l'alçada dels 1'9 km, a cavall dels termes de Vilafranca i Les Cabanyes.

## Història
Durant els anys 70 del segle xx s'hi van trobar algunes peces ceràmiques amb cronologia ibèrica, romana i moderna. L'extensió i delimitació del jaciment no és clara. Se situa en una cronologia del Paleolític mitjà i superior, des del 90.000 BP al 9000 BP.
Molt a prop del turó de Sant Jaume s'hi ha descobert un possible taller de sílex. Per explicar la formació del jaciment´s'ha plantejat la hipòtesi que sigui una aportació des del turó de Sant Jaume, a causa de l'erosió del vessant d'aquest, on com ja he esmentat, molt probablement hi hauria un taller de sílex.
Les primeres troballes de material es van realitzar durant els anys 70, quan en unes prospeccions, Xavier Virella i Torres va trobar-hi ceràmica a torn ibèrica comuna, ceràmica de vernís negre, comuna romana i moderna blava catalana. Gràcies a aquestes primeres troballes, l'any 1990, membres de la secció d'Arqueologia del Museu de Vilafranca van tornar a prospectar en la zona. Durant aquesta nova prospecció es va trobar diverses peces d'indústria lítica: una ascla, una làmina amb retocs denticulats, un gratador, un fragment de nucli, tres nuclis polièdrics, així com diversos fragments indeterminats, tots ells pertanyents al Paleolític mitjà i superior. Van aparèixer també alguns fragments de ceràmica moderna.
També, pel que fa a les troballes ibèriques i romanes, podrien estar en relació amb diferents jaciments arqueològics d'aquestes èpoques, molt propers a aquesta àrea (Bosc d'en Martí, Canyamars, Capella de Sant Valentí i Can Gallego).